# Peregrinamor gastrochaenans
Peregrinamor gastrochaenans is een tweekleppigensoort uit de familie van de Lasaeidae. De wetenschappelijke naam van de soort is voor het eerst geldig gepubliceerd in 2000 door Kato & Itani.